# فايرستون
فايرستون (Firestone) هي أغنية من إنتاج دي جي النرويجي كايغو وأداء صوتي من قبل مغني البوب الأسترالي كونراد سويل.